# Stilbocarpa
Stilbocarpa is een geslacht uit de klimopfamilie (Araliaceae). Het telt drie soorten. Twee
daarvan zijn endemisch in Nieuw-Zeeland en één komt voor op het Australische sub-antarctische Macquarie-eiland.

## Soorten
- Stilbocarpa lyallii
- Stilbocarpa polaris
- Stilbocarpa robusta